# 한국희망재단
한국희망재단(Korea Hope Foundation)은 가난하고 소외된 이들을 지원하고, 평등을 추구하는 국제개발협력 NGO다. 
한국희망재단은 2005년 기존 해외원조단체 활동의 성찰을 토대로 사업국가 현장에 꼭 필요한 구체적이고 실천적이고 현실적인 지원사업을 통해 사업국가 주민들의 역량강화와 자립을 지원하고 동시에 현지 NGO와 국제연대를 실현해나가는 것을 목적으로 설립되었다.  이사장은 서북원 신부이다. 

## 연혁
- 2005년 : 창립총회 개최

- 2006년 : 외교통상부 소관 비영리 사단법인 설립허가, 방글라데시와 인도 해외 원조 시작

- 2007년 : 해외원조 기금마련 제1회 희망음악회, 해외원족 기금마련 희망캠페인, 한국해외원조단체협의회 가입, 세계빈곤퇴치의 날, 화이트밴드 캠페인, 해외원조 기금마련 제2회 희망음악회, 인도 자원활동, 태국 자원활동

- 2008년 : 한국국제협력단 민간단체지원사업 약정, 방글라데시 빈곤 아동들을 위한 초등교육지원사업 시행, 여름 국제 현장체험

- 2009년 : 희망나눔미 현장체험, 지구촌 희망나누미 걷기대회 개최, 희망나누미 현장체험, 지구촌 빈곤 퇴치를 위한 제3회 희망음악회 개최

- 2010년 : 인도 불가촉천민 달리트 공동체 인권개선과 국제협력 공개강좌, 지구촌 빈곤어린이 교육지원을 위한 희망걷기, 인도로 찾아가는 희망의 여행(현장체험), 해외원조 기금마련 제4회 희망음악회

- 2011년 : 지구촌 빈곤 어린이 교육지원을 위한 2011 희망걷기,

- 2012년 : 지구촌 빈곤 어린이의 꿈을 이루기 위한 희망음악회, 지구촌 빈곤 어린이의 꿈을 이루기 위한 희망나눔음악회,

- 2013년 : 해피브릿지 협동조합, 필리핀 나보타스 빈민촌으로 직원연수 프로그램 시작, 방글라데시 빈곤아동 교육기회 확대를 위한 희망음악회(인천)

- 2014년 : 카리엔 앙상블과 한국희망재단이 함께하는 클래식과 뮤지컬의 2색 콘서트(서울), 한국희망재단과 푸른생협이 함께하는 2014년 꿈꾸는 가을(인천)

- 2015년 : 한국희망재단 10주년 기념행사

- 2016년 : KCOC 월드프렌즈 NGO 봉사단 네팔 파견

- 2017년 : 캄보디아, 인도, 미얀마, 부룬디 협력단체 활동가 역량 강화 교육(한국 초청 및 해당 국가 내에서 교육), 다큐멘터리 ‘지구촌에 희망을 심다’ 제작, 가톨릭평화방송에 방영, 한국희망재단 대학생 서포터즈 1기 발대식개최, 제주 최정숙을 기리는 모임과 부룬디 최정숙여자고등학교 건립 관련 상호 업무 협약식 진행

- 2018년 : KCOC 월드프렌즈 NGO 봉사단, 짐바브웨와 네팔로 파견, 한국희망재단 서포터즈 2기 발대, 최정숙을 기리는 모임 부른디 최정숙여자고등학교 완공식 참가 방문

- 2019년 : 태국, 라오스, 캄보디아 청년농부 방문연수 교육 진행, 지동성당과 생애나눔공유 캠페인 진행, 최정숙을 기리는 모임 방문단 부른디 무쿤구 최정숙초등학교 완공식 참가 방문, 한국희망재단 서포터즈 3기 활동 진행

- 2020년 : 한국방송광고진흥공사(KOBACO) 사회공헌 프로그램 브로애드 참여, 10개 TV, 라디오 방송에 캠페인광고 방영, 아프리카 여아 자립 캠페인  진행

- 2021년 : 한국희망재단 미얀마 민주화운동 긴급지원 캠페인 추진

## 사업분야
- 지역개발

- 식수 제공

- 보건위생
- 교육
- 인권옹호

- 국제교류

- 지속가능한 환경
- 긴급지원